# Gavicalis
Gavicalis — рід горобцеподібних птахів родини медолюбових (Meliphagidae). Представники цього роду мешкають в Австралії і на Новій Гвінеї. Раніше їх відносили до роду Медник (Lichenostomus), однак за результатами молекулярно-генетичного дослідження, опублікованого в 2011 році, вони були переведені до відновленого роду Gavicalis.

## Види
Виділяють три види:
- Медник різнобарвний (Gavicalis versicolor)
- Медник мангровий (Gavicalis fasciogularis)
- Медник жовтокрилий (Gavicalis virescens)

## Етимологія
Наукова назва роду Gavicalis є анаграмою до наукової назви роду Caligavis Iredale, 1956.